# 요정들의 사랑

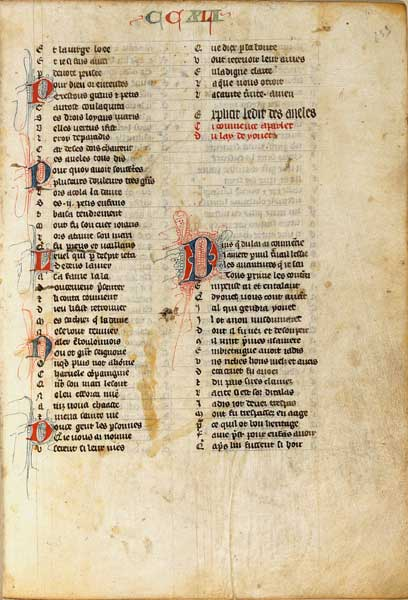

요정들의 사랑(Lais of Marie de France)은 프랑스에서 12~14세기에 쓰여진 사랑 이야기를 담은 작품집이다. 프랑스 최초의 여성 작가라고 하는 마리 드 프랑스의 작품들도 포함되어 있다. 중세의 이야기답게 황당한 요소들이 없지 않지만 현실을 초월하여 펼쳐지는 이야기들은 당시 사람들의 꿈과 소망을 엿볼 수 있는 창을 제공한다.
이 편역집은 마리 드 프랑스의 ≪운문 단편집≫(éd. H. Piazza, 1974)과, 작자 미상의 작품들을 모은 ≪12~13세기 운문 단편집≫(G-Flammarion, 1992)에서 선별한 작품들과, 쟝 다라스(14세기)의 ≪멜뤼진느≫(éd. Stock, 1979) 및 보롱의 ≪메를랭과 아더 왕≫(éd. R. Laffont, 1989), 랑글레의 ≪아더 왕 이야기≫(éd. H. Piazza, 1965) 등에서 발췌한 일화들로 재구성한 작품들로 이루어졌다. 또한 요정들의 사랑 이야기는 아니지만, 켈트 종교(드루이다교)의 특성 중 하나로 알려진 변신의 신화(혹은 마법)와 관련된 사랑 이야기도 포함되었다.

## 개요
중세 프랑스 문예작품들 중 켈트문명의 잔영 내지 전설을 짙게 간직하고 있는 것들은 대개 세 부류로 나뉠 수 있다. 아더 왕과 원탁의 기사들을 주축으로 하여 펼쳐지는 전쟁과 성배(聖杯, Saint Graal) 이야기가 그 하나로, 웨이스(12세기) 및 크레띠앵 드 트르와(12세기),보롱(12∼13세기) 등의 작품들이 대표적인 예이며, 그것들은 영화나 동화 형태로 개작되어 비교적 많은 사람들에게 알려져 있다. 또 다른 부류의 작품들은, 남녀간의 사랑을 지고(至高)의 가치로 여기는 이들이 남긴 것들로, 베룰(12세기)이나 토마스(12세기)를 비롯하여, 12~13세기의 많은 문인들이 노래한 트리스탄의 전설 등이 그 좋은 예이다. 트리스탄의 전설 또한 숱한 문인들이 각자 나름대로의 시각과 감성으로 개작을 거듭하였고, 특히 바그너의 가극 <트리스탄과 이졸데> 덕분으로 거의 모든 사람들에게 낯설지 않은 이야기이다.
그리고, 그 두 부류의 작품들을 태동시켰음직한 감성과 꿈의 원형을 보여주는, 요정들의 사랑 이야기 및 변신과 마법 이야기를 담고 있는 작품들이, 또 하나의 범주를 형성하고 있다. 하지만 그 부류의 작품들은 우리들에게 별로 잘 알려져 있지 않다. 그 이유는 우선, 그러한 이야기들이 대부분 민담 형태로 구전되었고, 운문 단편소설(lai)의 형태를 갖춘 것들이 있기는 하나, 그 수가 많지 않기 때문인 듯하다. 또한 오늘날까지 전하는 몇 편 아니 되는 작품들을 지은 이들은, 프랑스 최초의 여류 문인이라고들 하는 마리 드 프랑스(Marie de France, 12세기) 이외에, 그 이름조차 알 길이 없다.
그러나 그 작품들이 우리들에게 잘 알려지지 않은 가장 큰 원인은, 프랑스 문예사가들의 등한함과 프랑스를 짓눌러온 종교적 전통에서 찾을 수 있다. 프랑스 문예사가들은 요정 이야기들을 한낱 실없는 옛날이야기 쯤으로 치부하여 왔다. 그 이야기들 속에 ‘이데올러기나 상상력이 결여되었으며’, 따라서 그저 ‘이야기하는 재미로’ 지은 가벼운 작품들이라는 것이다. 소박하되 세련된 언어로 씌어진 그 작품들을 관류하고 있는 인간의 원초적이고 짙푸른 욕망과 보편적인 몽상이, 한낱 심심풀이의 소산일 수 있을지 의문이 던져진다. 특히, 대다수 작품에 선명하게 부각된 문명간의 혹은 종교간의 갈등 및 화해의 흔적들을, 실없는 이야기꾼의 수다로 단정하기는 더욱 어렵다. 더구나, 그 무사무욕하고 열정적인 요정들의 모습이, 19~20세기에 이르러서도 프랑수와즈(≪어린 요정≫, 조르쥬 쌍드)나 알빈느(≪무레 사제의 실절≫, 에밀 졸라)라는 착한 소녀들의 모습으로 부활하여, 야만스러운 교조 및 편견과 선명한 대조를 이루는 현상을 어떻게 설명해야 할지에 관한 질문이 던져진다. 나아가, 질베르뜨나 오르안느를 각각 멜뤼진느와 호수의 귀부인(La Dame du Lac, 즉 비비안느)으로 몽상하는 프루스트의(≪잃어버린 시절을 찾아서≫) 그 은유적 원천을, 중세의 요정 이야기 이외에 어디에서 찾는단 말인가? 또한 ≪사랑에 빠진 마귀≫(까죠뜨, 18세기)나 ≪까르멘≫(메리메, 19세기)과 ≪옹딘느≫(지로두, 20세기), ≪씨도≫(꼴레뜨, 20세기) 등도 유사한 몽상의 소산이라 할 수 있다. 요컨대 중세의 요정 이야기들은, 장구한 세월 동안 프랑스인들은 짓눌러온 지배교조와, 그에 편승하여 경도된 학문적 조류에도 불구하고, 면면히 생명력을 간직하고 있는 옛 켈트인들의 몽상과 맥박 그 자체이다.

## 같이 보기
- 중세 문학